# インヴァスト
インヴァスト株式会社（英: INV Inc.）は、国内・海外金融事業を主軸とするグループ持ち株会社である。グループ経営管理のほか、新規事業開発を行う。東京都港区に本拠を構える。

## 概要
店頭外国証拠金取引・店頭CFD取引等の金融デリバティブ取引関連事業を行う国内金融事業と法人向けのブローカレッジ事業を行う海外金融事業を主軸とする。
2020年10月1日、インヴァスト証券より持株会社体制への移行に伴う会社設立および東京証券取引所へテクニカル上場。

## 海外展開
- 2013年2月、 オーストラリア、シドニーにInvast Financial Services Pty Ltd.（現・26 Degrees Global Markets Pty Ltd.）を設立。
- 2021年3月、 Invast Financial Services Pty Ltd.を子会社化。
- 2021年3月、 キプロス共和国内に新規法人を設立[3]
- 2023年8月、 26 Degrees Global Markets Pty Ltd.に商号変更

## 沿革
- 2020年10月 - 持株会社体制への移行に伴う会社設立および同社の東京証券取引所JASDAQ（現東京証券取引所スタンダード市場）へテクニカル上場
- 2021年3月 - Invast Financial Services Pty Ltd.及びインヴァストキャピタルマネジメント株式会社を子会社化[4]
- 2022年12月 - 株式会社アルカドを設立
- 2023年10月 - ファルク株式会社を設立
- 2024年
  - 4月1日 - ボーディングスクールコンサルティング株式会社を設立
  - 4月25日 - 東京証券取引所スタンダード市場上場廃止[1]
  - 4月30日 - 株式併合により、株主が合同会社TKCのみとなる
- 2025年7月 - 東京都港区台場へ事務所移転

## 子会社
- インヴァスト証券株式会社
- 26 Degrees Global Markets Pty Ltd.
- 株式会社アルカド
- ファルク株式会社
- ボーディングスクールコンサルティング株式会社